# 築城インターチェンジ
築城インターチェンジ（ついきインターチェンジ）は、福岡県築上郡築上町にある東九州自動車道（椎田道路〈東九州自動車道に並行する一般国道10号の自動車専用道路〉）のインターチェンジである。

## 歴史
- 1991年（平成3年）3月15日：椎田道路全線（辻垣交差点 - 福岡県道232号交点〈中村交差点〉間）開通に伴い、供用開始[1]。
- 2013年（平成25年）3月11日：東九州自動車道と椎田道路を繋げる改築工事に伴い、大分・中津方面と接続するランプが閉鎖[2]。
- 2014年（平成26年）
  - 3月10日：改築工事に伴い全方向の出入口が閉鎖[3][4]。
  - 8月8日：改築工事の完了に伴い、23時より全方向の出入口を開放[5]。
  - 12月13日：東九州自動車道との接続に伴い椎田本線料金所が廃止され、築城IC料金所での料金収受を開始[6]。

## 周辺
- 航空自衛隊 築城基地
- 築上町役場 築城支所
- 本庄の大楠

## 接続する道路
- 直接接続
  - 福岡県道237号寒田下別府線

県道から分岐してしばらくすると福岡県道32号犀川豊前線と接続する交差点に到達する。犀川豊前線をみやこ町方向に進むと英彦山方面へ向かうことができる。
- 間接接続
  - 国道10号

## 料金所
- ブース数：4

### 入口
- ブース数：2
  - ETC専用：1
  - ETC・一般：1

### 出口
- ブース数：2
  - ETC専用：1
  - 一般（自動精算機）：1

## ギャラリー

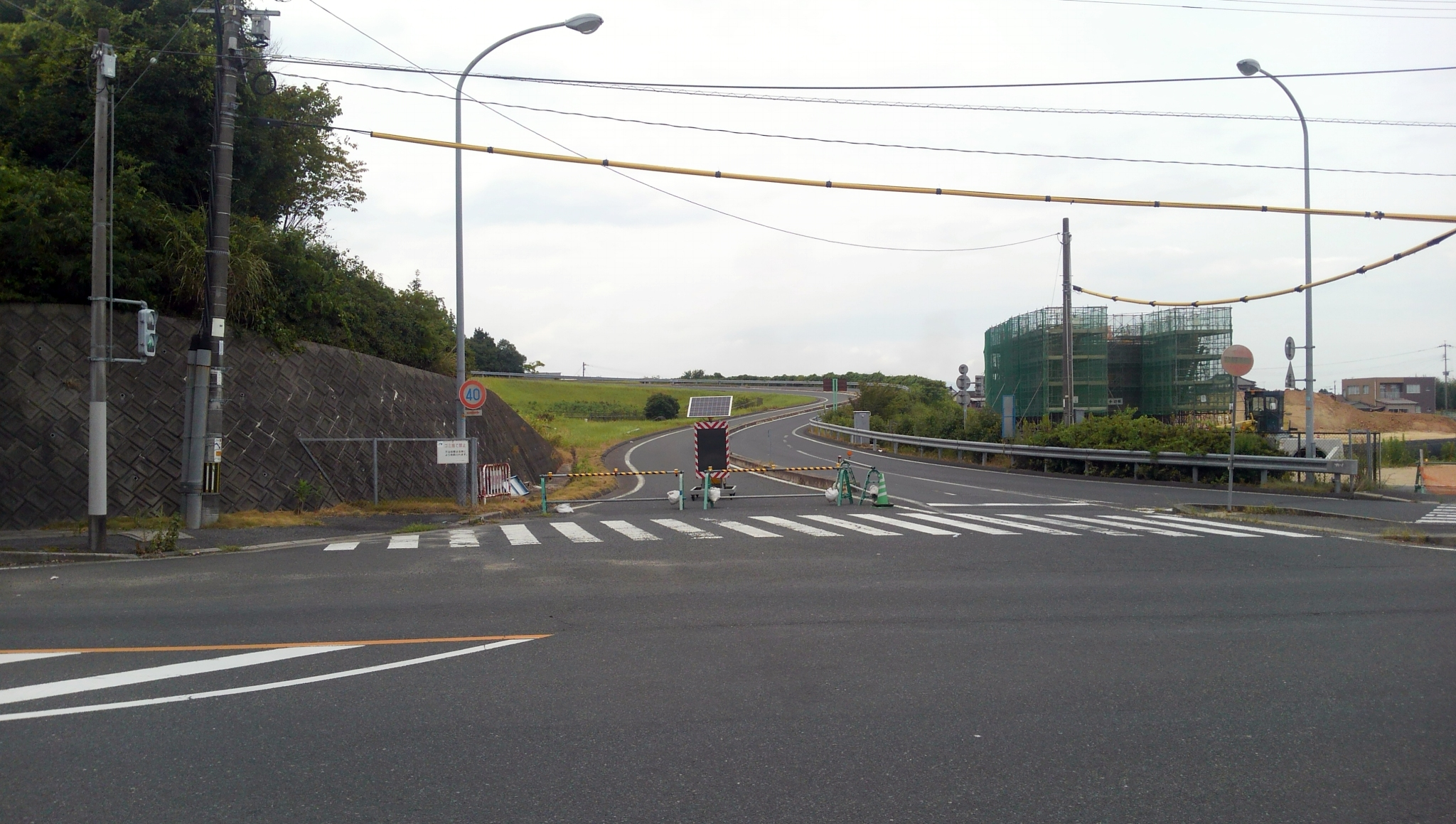
築城インター出入口 （2013年8月22日）

## 隣
E10 東九州自動車道（ 椎田道路）
(3) みやこ豊津IC - (4) 築城IC - (5) 椎田IC